# 中西達郎
中西 達郎（なかにし たつろう）は、日本の漫画家。2002年、『月刊コミックブレイド』掲載の読み切り作品「怪盗物語」で、第2回月例コミックブレイドマンガ大賞5月期の準大賞を20歳で受賞、デビューする。
伏線を張れるだけ張るが、消化せずに終わってしまうものもあり、『ドリムゴード』連載の際には「100伏線を張って50使えればいい」と思っていたとされる。

## 作品
- 怪盗物語（『月刊コミックブレイド』2002年8月号発表、同9月号掲載）デビュー作品、単行本未収録
- ドリムゴード〜Knights in the Dark City〜（『月刊コミックブレイド』2003年1月号 - 2005年10月号、全5巻）
- クラウン（『月刊コミックブレイド』全5巻）
- パラドクス・ブルー（『月刊コミックブレイド』2008年12月号 - 2011年1月号、全5巻）原作担当、作画：nini
- グローリーロード（『月刊コミックブレイド』2010年7月号 - 2011年4月号、全2巻）原作担当、作画：柊奏良
- カーマトリック（『ブレイドオンライン』2012年、1巻）
- 宇宙戦艦ヤマト2199 緋眼のエース（『月刊コミックブレイド』2013年9月号 - 2014年6月号、全1巻）メカ作画担当、作画：東まゆみ
- アマデウスコード（『月刊コミックガーデン』2015年2月号 - ）東まゆみとの共作